# Палата Тиљерије
Палата Тиљерије (множина; фр. Palais des Tuileries) била је краљевска и царска палата у Паризу која је стајала на десној обали реке Сене. Била је то уобичајена париска резиденција већине француских монарха, од Анрија IV до Наполеона III, све док је 1871. године није спалила Париска комуна.
Изграђена 1564. године, постепено је продужавана све док није затворила западни крај дворишта Лувра и достигла огромну фасаду дужине 266 метара. Од уништења Тиљерија, двориште Лувра остало је отворено и место је сада локација источног краја парка Тиљерије, чинећи узвишену терасу између Трга Карусел и самих вртова.

## Историја
После случајне смрти Анрија II Француског 1559. године, његова удовица Катарина Медичи (1519–1589) планирала је нову палату. Продала је средњовековни Hôtel des Tournelles, у коме је њен супруг умро, и започела изградњу палате Тиљерије 1564. године. Назив потиче од пећи за плочице или tuileries (тиљерије) које су претходно заузимале локацију. Палату је формирао низ дугих, уских зграда. Током владавине Анрија IV (1589–1610), зграда је проширена ка југу, па се придружила дугој галерији поред реке, Великој галерији, која је водила све до старије палате Лувр на истоку.

### Луј XIV
Током владавине Луја XIV, направљене су велике промене у палати Тиљерије. Од 1659. до 1661. проширена је на север додавањем позоришта. Од 1664. до 1666. године архитекта Луј ле Во и његов помоћник Франсоа Дорбеј направили су друге значајне промене. Они су трансформисали фасаде и централни павиљон архитекта Филиберта де л'Орма, замењујући његово велико централно степениште предворјем са стубовима у приземљу и Салом стотину швајцарских стражара на спрату и додајући правоугаону куполу. Ново велико степениште постављено је на улазу у северно крило палате, а у јужном крилу изграђени су раскошно уређени краљевски станови. Краљевске собе биле су у приземљу, окренуте према Лувру, а краљичине на спрату, с погледом на врт. У исто време, Лујев баштован, Андре ле Нотр, редизајнирао је врт Тиљерије. Двор се уселио у палату Тиљерије у новембру 1667, али је отишао 1672. и убрзо потом прешао у Версајски дворац. Палата Тиљерије је била практично напуштена и користила се само као позориште, али су њени вртови постали монденско одмаралиште Парижана.

### Луј XV
Краљ-дечак Луј XV премештен је из Версаја у палату Тиљерије 1. јануара 1716. године, четири месеца након ступања на престо. Вратио се у Версај 15. јуна 1722. године, три месеца пре крунисања. Оба потеза повучена су по налогу регента, војводе од Орлеана. Краљ је такође боравио у палати Тиљерије током краћег периода током 1740-их.

### Луј XVI
Дана 6. октобра 1789. године, током Француске револуције, Луј XVI и његова породица били су приморани да напусте Версај и доведени су у Тиљерије, где су били под надзором. Следеће две године палата је остала званична краљева резиденција.
Дана 9. новембра 1789. године, Национална уставотворна скупштина, раније Скупштина сталежа 1789. године, преселила је своје састанке са тениског терена у Версају у Тиљерије, након сеобе суда у Париз. Покривени круг за јахање палате Тиљерије, Salle du Manège (који је ишао дуж северног краја врта западно од палате), дом краљевске коњичке академије, пружао је највећи затворени простор у граду.
Краљевска породица покушала је да побегне по мраку, 20. јуна 1791, али је заробљена у Варену и враћена у Тиљерије. Следеће године, 10. августа 1792. године, палату је напала наоружана руља која је надвладала и масакрирала Швајцарску гарду док је краљевска породица бежала кроз вртове и склонила се у законодавној скупштини. Париска национална гарда бранила је краља, али је ћерка краља Луја XVI тврдила да су многи из гарде већ били за револуцију.
У новембру 1792. догодио се инцидент са ”гвозденим орманом„ (Armoire de fer) у палати Тиљерије. Ово је било откриће скровишта у краљевским одајама, за које се веровало да садржи тајну преписку Луја XVI са разним политичким личностима. Инцидент је изазвао значајан скандал који је служио за дискредитацију краља.

### Револуционарна Француска
У палати Тиљерије је била смештена Уставотворна скупштина, њен наследник, Национални конвент и, 1795. године, Савет пет стотина (Conseil des Cinq-Cents) Директоријума, све док се тело није преселило у Палату Бурбон 1798. године. 1799. године тамо је било седиште јакобинског клуба. Комитет јавног спаса састајао се у Павиљону Флоре. 

### Наполеон
Када је Наполеон Бонапарте ступио на власт 1799. године, прогласио је Тиљерије званичном резиденцијом Првог конзула, а касније и царском палатом. 1808. Наполеон је започео изградњу северне галерије која се такође повезивала са Лувром, затварајући огроман трг.
Као главну резиденцију Наполеона I, палату Тиљерије преуредили су у Неокласичном царском стилу Персје и Фонтен и неки од најпознатијих архитеката, дизајнера и произвођача намештаја тог доба.
1809, Жакоб-Дисмолтер, главни добављач намештаја за цара, започео је рад на орману за драгуље дизајнираном за велику спаваћу собу царице Жозефине у палати (коју ће ускоро користити Марија Лујза). Овај импресивни комад намештаја украшен је са неколико украса од позлаћене бронзе: на централном панелу је приказано „Рођење краљице Земље којој Купидони и богиње журе са својим понудама“. Жакоб-Дисмолтер је 1812. године довршио „велику кутију за накит“, са два мања предмета намештаја у истом стилу, али користећи дрвеће из прашума Кине.
Након Наполеоновог развода, Пјер Пол Придон добио је задатак да дизајнира апартмане његове нове супруге Марије Лујзе. За свадбени апартман нове царице дизајнирао је сав намештај и унутрашње декорације у грчком стилу препорода.

### Рестаурација
Палата Тиљерије постала је краљевска резиденција у време Бурбонске рестаурације од 1814. до 1830. године. Током Јулске револуције 1830. године, палата је по трећи пут нападнута од стране наоружане руље и заузета. Швајцарска гарда смештена у палати, свесна шта се 1792. године догодило њиховим претходницима, напустила је палату. Краљ Луј Филип I тамо је боравио стално до 1848. године, када је поново нападнута 24. фебруара.
После државног удара Наполеона III Бонапарте 1852. године, Палата је служила као званична резиденција извршне власти, а када је председник Луј Наполеон Бонапарте постао цар Наполеон III, преселио се из своје канцеларије у Јелисејској палати у Тиљерије.

### Друго царство
Током Другог царства, палата је опсежно преуређена након пљачке и оштећења која су се догодила током Револуције 1848. Неке импозантне државне собе биле су дизајниране и богато украшене, служећи као централна позорница церемонија и приредби Другог царства, као што је била приликом државне посете краљице Викторије Француској 1855. Друго царство је такође довршило северно крило Лувра дуж улице Риволи, повезујући палату са остатком Лувра, и тако коначно достигло огроман комплекс Лувр-Тиљерије, чији је главни план предвиђен три века раније. 

#### Ентеријер
Приватни стан који је користио Наполеон III, у приземљу јужног крила палате, састојао се од „прегрејаних позлаћених кутија намештених у стилу Првог царства“, које је цар држао на „претерано високој температури“. Царица Евгенија је имала свој стан изнад, вијугавим степеништем повезан са царевим, са међуспратом који је између њих заузимао благајник, и који се састојао од осам од једанаест соба на Piano nobile страни врта јужног крила. Овај аранжман био је другачији од Версаја, где су станови монарха и супруге били на истом спрату, а краљев је био већи.
Мало коришћено северно крило палате, у коме су се налазили капела, Галерија мира и позориште, користило се само за наступе, као што је Оберова кантата извођена увече на дан Наполеонове и Евгенијине цивилне церемоније венчања, 29. јула 1853, или за најважније забаве, као што је забава за суверене који су присуствовали Међународној изложби, 10. јуна 1867. Позоришна сала се такође користила као болница током француско-пруског рата.
Најјужнији павиљон, Павиљон Флоре, служио је као задњи улаз палате. До њега су водили услужни ходници. Одатле се могло доћи до пространог подрума, осветљеног небројеним лампама на гас, где је постављена железница која је доносила храну из кухиња испод улице Риволи.

## Пожар и рушење палате
До финализације дуго планираног комплекса Лувр-Тиљерије није могло доћи. Дана 23. маја 1871. године, током сузбијања Париске комуне, дванаест људи по заповести Жила Бержереа, бившег главног војног команданта комуне, запалили су Тиљерије у 19 сати, користећи нафту, течни катран и терпентин. Пожар је трајао 48 сати и темељно је прогутао палату, осим најјужнијег дела, Павиљона Флоре (такође су остали тријумфална капија Карусел, као и темељи). Сама купола експлодирала је помоћу експлозива смештеног у централном павиљону. Посматрајући ово, Бержере је послао поруку Комитету за јавну безбедност: „Последњи остаци краљевства су управо нестали. Волео бих да исто може задесити све јавне зграде Париза“ Тек 25. маја париске ватрогасне јединице и 26. батаљон Афрички ловци успели су да угасе пожар. Библиотеку и друге делове Лувра такође су запалили Комунари и потпуно уништили. Сам музеј је само чудом спашен.
Рушевине Тиљерија стајале су на том месту 11 година. Иако су пожари у потпуности уништили кровове и унутрашњост палате, камена шкољка палате остала је нетакнута и била је могућа обнова. Остали споменици Париза које су такође запалили Комунари, попут Градске куће, обновљени су 1870-их. После много оклевања, Трећа република је на крају одлучила да не обнавља рушевине палате, која је постала симбол бивших краљевских и царских режима. Међутим, делови Лувра који су такође уништени ватром обновљени су у свом изворном стилу.

### Рушење
1882. Француска народна скупштина гласала је за рушење рушевина које су продате приватном предузетнику за суму од 33.300 златних франака (приближно 161.367 америчких долара у 2015. години)), упркос протестима барона Османа и других чланова француских уметничких и архитектонских кругова, који су се успротивили ономе што су сматрали злочином против француске уметности и историје. Рушење је започето у фебруару 1883. године, а завршено 30. септембра 1883. године. Комаде камена и мермера из палате приватни предузетник продао је као сувенире, па чак и за изградњу замка на Корзици, близу Ајача. Дворски педимент централног павиљона може се видети на једном париском тргу. Остали делови налазе се у Лувру, Музеју декоративне уметности, као и у школама за архитектуру, ликовну уметност и мостовима и путевима.

## Парк Тиљерије иИсторијска оса

### Парк Тиљерије
Парк Тиљерије (фр. Jardin des Tuileries) простире се на 22,4 ха; окружен је Лувром (на истоку), Сеном (на југу), Тргом Конкорд (на западу) и улицом Риволи (на северу); и даље помно прати дизајн који је формирао краљевски пејзажни архитекта Андре Ле Нотр 1664. године. Музеј савремене уметности смештен је у северозападном углу баште.
Првобитно дизајниран 1564. године као италијански ренесансни врт Бернара де Карнеса, парк је 1664. године редизајнирао Ле Нотр као француски парк, који је истицао симетрију, ред и дуге перспективе.

### Историјска оса
То је права линија која пролази кроз Трг Конкорд и Тријумфалну капију до Дефанса и првобитно је била усредсређена на фасаду Тиљерија, сличну линију која је водила преко улазног двора Лувра. Како су две фасаде постављене под мало другачијим угловима, ово је резултирало лаганим „прегибом“ на месту палате, што је на крају крајева диктирао закривљени ток реке Сене.
Након што је палата срушена 1883. године, откривен је велики празан простор између северног и јужног крила Лувра, сада познат савременим посетиоцима, и по први пут се двориште Лувра отворило на непрекинуту историјску осу.

## Предложена реконструкција
Од 2003. године, Одбор за обнову палате Тиљерије  предлаже обнову палате. 
Такође, наглашава се да музеј Лувр треба да прошири своју површину како би правилно приказао све своје колекције, а ако би се палата Тиљерије обновила, Лувр би се могао проширити у обновљену палату. Такође се предлаже обнова државних станова Другог царства какви су постојали 1871. године. Планови палате и многе фотографије чувају се у Националној архиви. Даље, намештај и слике из палате преживели су пожар 1871. године јер су уклоњени 1870. године на почетку француско-пруског рата и чувају се на сигурним местима.
Данас се намештај и слике и даље депонују у магацинима и нису јавно изложени због недостатка простора у Лувру. Тврди се да би поновно стварање државних станова Тиљерија омогућило приказивање овог блага из стила Другог царства које је тренутно скривено.
Владине службе задужене за француско архитектонско наслеђе биле су мање него одушевљене. Мишел Клемен, директор за архитектуру и наслеђе, изјавио је да „Са наше тачке гледишта, реконструкција палате Тиљерије није приоритет. Поред тога, није део француске културе наслеђа оживљавање споменика ex nihilo. Уместо тога, ми се бринемо за остатке који су преживели“.

### Трошкови
У 2006. години процењено је да би обнова Палате Тиљерије коштала 300 милиона евра (200 милиона фунти стерлинга или 380 милиона америчких долара). План је био да се пројекат финансира јавним доприносом, а посао ће предузети приватна фондација, без трошења новца од стране француске владе за пројекат. Француски председник у то време, Жак Ширак, позвао је на дебату на ту тему. Бивши председник Шарл де Гол такође је подржао обнову, рекавши да ће то "бити драгуљ центра Париза". 

## Галерија
- Огромни комплекс који су формирали Палата Тиљерије и Палата Лувр.
- Државне собе палате Тиљерије пре 1871. године - Салон Луја XIV
- Велико степениште
- Палата Тиљерије пре 1871. године - Поглед из врта Тиљерије
- Принцеза Марија од Орлеана у свом атељеу у палати Тиљерије (аутор Проспер Лафај, око 1842)